# Hendrik Abraham IJssel de Schepper
Hendrik Abraham IJssel de Schepper (Deventer, 13 augustus 1775 – aldaar, 20 december 1836) was een Nederlandse politicus.

## Familie
IJssel de Schepper, lid van de familie IJssel de Schepper, was een zoon van burgemeester Mr. Barthold Jan IJssel de Schepper (1752-1803) en Gerhardina Antonia Dumbar (1755-1837). Hij was driemaal gehuwd, achtereenvolgens met Petronella Hermanna Johanna van der Wijck (1774-1800), Elisabeth Margaretha Hagedoorn (1781-1808) en Anna Margaretha Elisabeth barones van der Cappellen (1792-1820).

## Loopbaan
IJssel de Schepper studeerde vanaf 1793 rechten aan het Athenaeum Illustre in zijn geboorteplaats en studeerde vervolgens Romeins en hedendaags recht aan de Leidse Hogeschool. In 1798 promoveerde hij op stellingen. In 1816 werd hij verkozen tot lid van de Provinciale Staten (1816-1826) en Gedeputeerde Staten (1816-1825) van Overijssel. Hij vertegenwoordigde Overijssel als lid van de Tweede Kamer der Staten-Generaal (1826-1831).
Hij overleed in zijn woonplaats Deventer op 61-jarige leeftijd.
- Biografisch Portaal: 07243165
- International Standard Name Identifier: 0000 0003 9521 5102
- Nederlandse Thesaurus van Auteursnamen: 310431220
- Parlement.com: vg09llsvggd6
- Virtual International Authority File: 289895668
- WorldCat: E39PBJpdQQXvHkDVV44k8rxbh3